# Ingeborg Kummerow
Ingeborg Mathilde Dolores Kummerow nata Picker (Amburgo, 23 agosto 1912 – Berlino, 5 agosto 1943) è stata un'antifascista tedesca, nel 1936 sposò Hans-Heinrich Kummerow, ingegnere delle telecomunicazioni nel dipartimento di ricerca e sviluppo della Loewe.

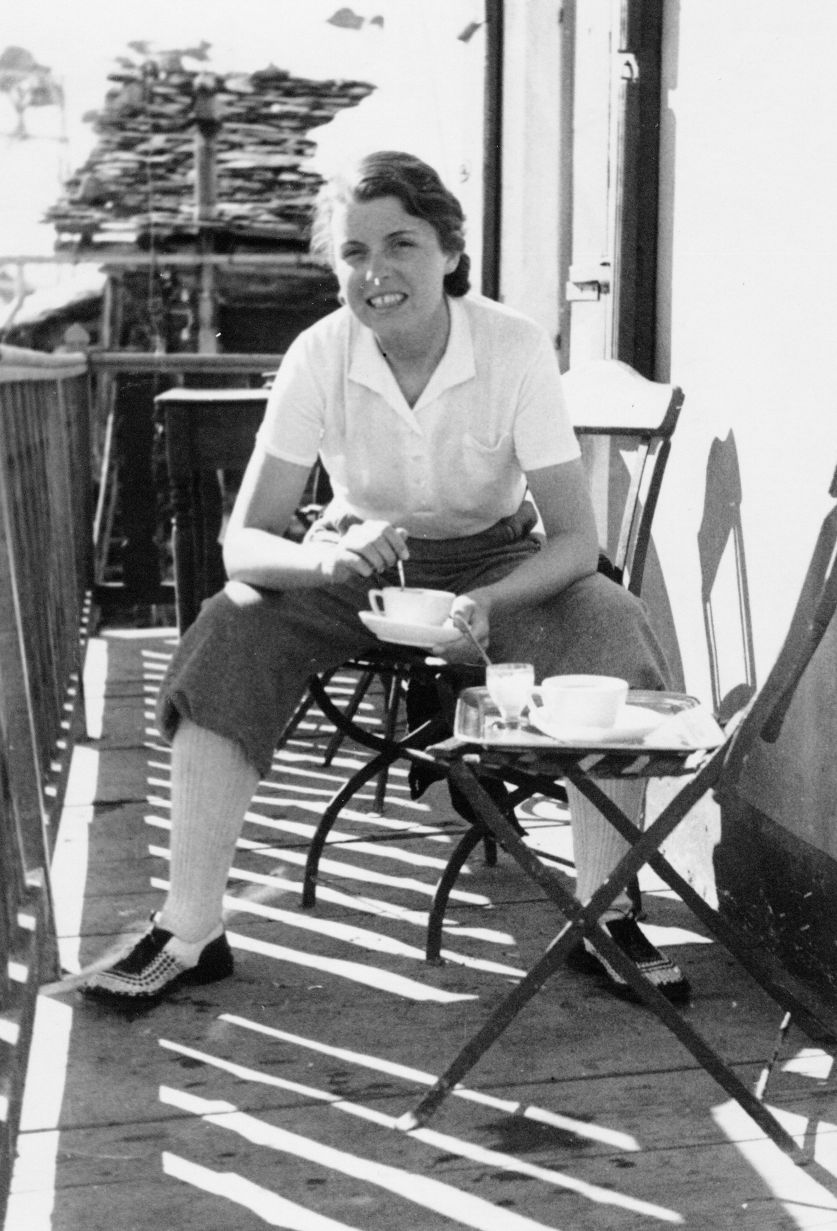
Ingeborg Kummerow in vacanza in Italia.

Attraverso il marito fu coinvolta nella resistenza contro il regime nazista. Fu arrestata e ghigliottinata nella prigione di Plötzensee il 5 agosto 1943, all'età di 31 anni. Alcune fonti riportano erroneamente la data dell'esecuzione del 5 agosto 1944, frutto di un errore perpetuato nel tempo.

## Biografia
Nacque ad Amburgo, figlia del commerciante Conrad Martin Adolf Picker e di Mathilde Sophie Mariane Louise Schnitter. Sposò Hans-Heinrich Kummerow il 24 ottobre 1936, dal matrimonio nacquero due figli. Sebbene non avesse mostrato alcun interesse per la politica prima del 1933 e non fosse mai stata iscritta ad alcun partito politico, Ingeborg reagì ai cambiamenti politici del 1933 unendosi al gruppo di resistenza comunista creato da Hans Coppi e Erhard Tohmfor.
La Loewe era un'azienda di primo piano nello sviluppo della tecnologia dei televisori, in quel periodo si occupò sempre più della tecnologia delle telecomunicazioni legate alla difesa. Tra il 1933 e il 1941, il suo lavoro nel dipartimento di ricerca e sviluppo gli offrì l'opportunità di commettere degli atti di sabotaggio contro l'industria degli armamenti. Fu in grado di ottenere importanti informazioni tecniche ed economiche per poi passarle ai servizi segreti sovietici e britannici.
Dopo l'avvio dell'operazione Barbarossa nel giugno 1941, Hans-Heinrich entrò in contatto con Harro Schulze-Boysen e Arvid Harnack per contribuire nella loro rete di intelligence e trasmettere all'esercito sovietico le informazioni reperite: di fatto diventò un appartenente alla cosiddetta Orchestra Rossa intorno alla quale si raggrupparono gli attivisti anti-governativi che la Gestapo riteneva lavorassero per l'intelligence sovietica. Hans-Heinrich fu arrestato nel novembre 1942, in seguito a una massiccia caccia all'uomo condotta contro i membri dell'Orchestra Rossa. Tra la fine di agosto 1942 e il novembre 1942 furono arrestate più di 50 donne e 70 uomini.
Ingeborg fu arrestata e imprigionata poche settimane dopo il marito, tra novembre e dicembre 1942. Secondo un uomo identificato come "Sovrintendente Struebing", interrogato a lungo nel 1951 dal procuratore di Luneburgo Hans-Jürgen Finck, Ingeborg fu arrestata "dopo che il marito dichiarò nel suo interrogatorio che lei aveva trascritto a macchina i segreti ingegneristici che lui passava agli agenti russi". Hans-Heinrich Kummerow fu "terribilmente maltrattato dalla Gestapo" durante i suoi interrogatori, tentò tre volte il suicidio forse per evitare di essere costretto a coinvolgere la moglie. Il rapporto della testimonianza resa da Struebing afferma anche che, dopo il suo arresto, Ingeborg ammise di essere a conoscenza dei contatti del marito con gli agenti sovietici e di essere a conoscenza anche dei "veri obiettivi delle sue attività": il rapporto è stato declassificato dalla CIA nel 2006 e fornisce dei dettagli che altrimenti non sarebbero disponibili.

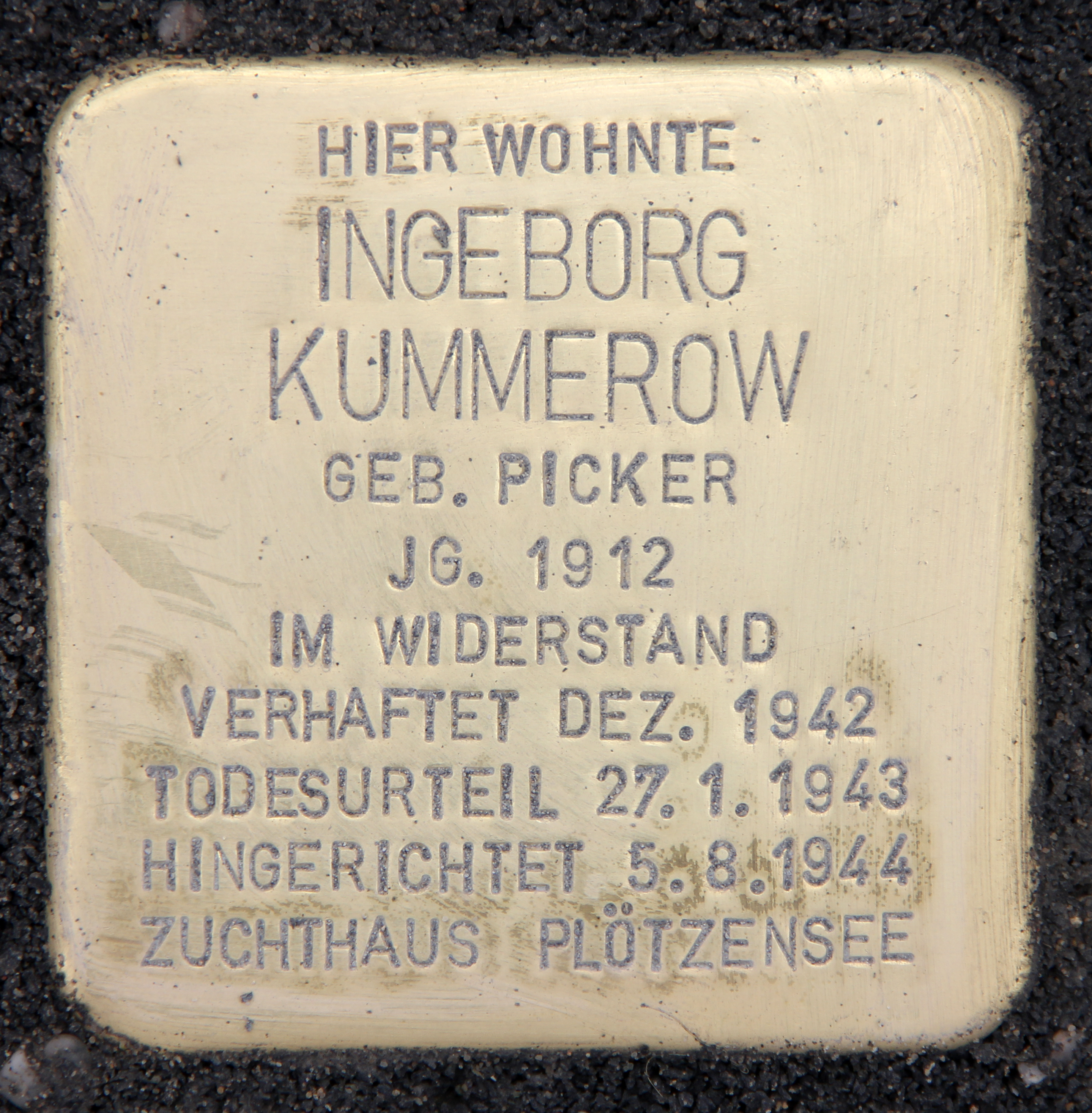
Pietra d'inciampo presso la casa a Berlino.

Ingeborg fu identificata come sospetto membro dell'Orchestra Rossa, mercoledì 27 gennaio 1943 fu quindi sottoposta alla corte marziale e condannata a morte con l'accusa di favoreggiamento dello spionaggio (wegen Beihilfe zur Spionage).
Ingeborg presentò appello di clemenza insieme ad altre sedici persone condannate a morte tutte identificate come appartenenti all'Orchestra Rossa. Il 21 luglio 1943 l'appello fu respinto e alla condanna a morte fu aggiunta anche la perdita dei diritti civili costituzionali.
Nel pomeriggio del 5 agosto 1943, quattordici donne furono condotte alla prigione di Plötzensee per l'esecuzione. Le esecuzioni alla ghigliottina iniziarono nella serata. Furono giustiziati prima tre uomini, seguiti dalle quattordici donne. Le esecuzioni avvennero approssimativamente a intervalli di tre minuti. Alle 17:39 Ingeborg Kummerow fu la quindicesima giustiziata delle diciassette. Prima delle 17:50, le uccisioni programmate erano tutte terminate.